# 블록헤드 (사고 실험)
블록헤드(blockhead)는 철학자 네드 블록이 사고 실험의 일환으로 고안한 이론적인 컴퓨터 시스템으로, "심리주의와 행동주의"라는 제목의 논문에 등장했다. 블록은 논문에서 컴퓨터에 직접 이름을 붙이지는 않았다.

## 개요
"심리주의와 행동주의"에서 블록은 시스템의 내부 메커니즘이 그 시스템이 지능적인지를 결정하는 데 중요하다고 주장하며, 지능적이지 않은 시스템도 튜링 검사를 통과할 수 있음을 보여준다고 주장한다. 블록은 독자에게 주어진 시간 동안 지속되는 대화를 상상해 보라고 요청한다. 그는 언어의 본질을 고려할 때, 대화를 시작하는 데 사용할 수 있는 구문적으로나 문법적으로 올바른 문장의 수가 유한하다고 말한다. 따라서 첫 번째 문장에 대해, 그리고 두 번째 문장에 대해, 그리고 대화가 끝날 때까지 "분별 있는" 응답을 할 수 있는 수에는 한계가 있다. 그런 다음 블록은 이론적으로는 아니더라도 실제로는 모든 문장이 프로그램된 컴퓨터를 상상해 보라고 요청한다. 블록은 그러한 기계가 어떤 주제에 대해서든 사람과 대화를 계속할 수 있다고 주장하는데, 이는 컴퓨터가 사용할 수 있는 모든 문장으로 프로그램되어 있기 때문에 블록에 따르면 지능적이지 않음에도 불구하고 튜링 검사를 통과할 수 있기 때문이다. 블록은 이것이 지능을 생성하는 유일하게 올바른 내부 구조가 있다는 것을 보여주는 것이 아니라, 단지 일부 내부 구조는 지능을 생성하지 않는다는 것을 보여줄 뿐이라고 말한다.
이 주장은 존 설의 중국어 방과 관련이 있다. 블록헤드 기계 자체는 대규모 언어 모델과 관련이 있으며, 따라서 이 사고 실험은 AI 채팅 시스템의 지능에 대한 논의와 관련이 있다.

## 같이 보기
- 디소시에이티드 프레스
- 철학적 좀비

## 추가 자료
- Ben-Yami, Hanoch (2005), “Behaviorism and Psychologism: Why Block's Argument Against Behaviorism is Unsound”, 《Philosophical Psychology》 18 (2): 179–186, doi:10.1080/09515080500169470, S2CID 144390248.
- Zalta, Edward N.; Nodelman, Uri (편집.). 〈튜링 검사〉. 《Stanford Encyclopedia of Philosophy》 (영어).